# 퍼시픽 (TV 미니시리즈)
《퍼시픽》(The Pacific)는 미국 HBO에서 2010년 제작한 태평양 전쟁에 있었던 실화를 바탕으로 총 10부작의 미니시리즈이다. 스티븐 스필버그와 톰 행크스 등이 제작에 참여하였다. 주인공은 존 바실론, 로버트 레키, 유진 슬레지 세명이다.

## 같이 보기
- 밴드 오브 브라더스